# 経営学修士
経営学修士（けいえいがくしゅうし、Master of Business Administration、MBA）は、経営学を修めたものに対して授与されることのある学位である。

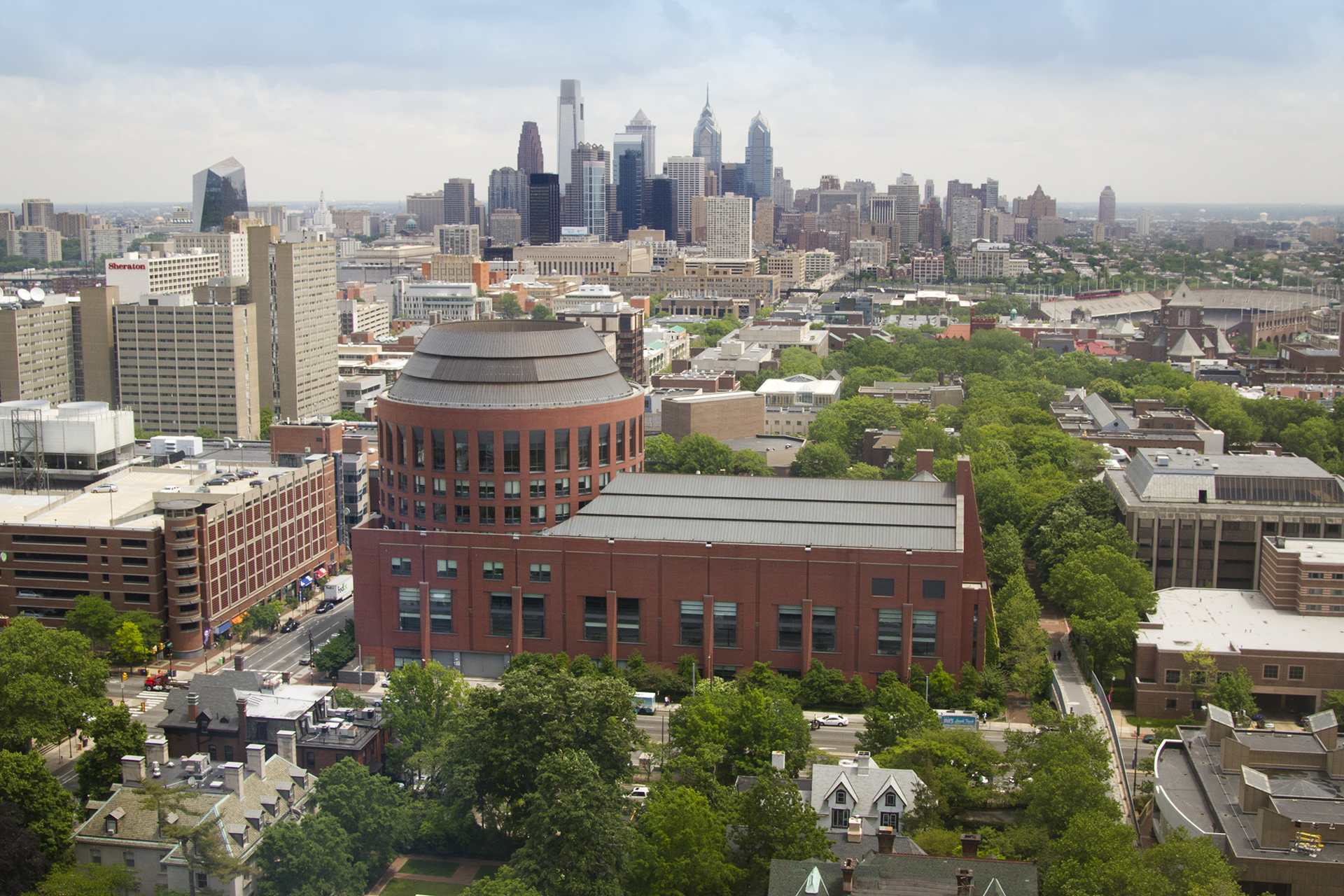
全米で最初に設立されたMBAを提供するビジネススクール「ウォートン・スクール」

英米圏においては実務経験（AMBAは3年と規定）を有する社会人を対象としたマネジメントプログラムを提供するビジネススクール（経営大学院）、日本においては大学院（修士課程または専門職学位課程）が、これを授与する。
日本では、文部科学省による専門職大学院制度の新設に基づく専門職学位課程によるものと、従来の修士課程によるものとの二通りがある。なお、前者の専門職学位課程では一般的に、経営管理修士（専門職）という表記が、後者の大学院修士課程で授与されるものは修士（経営学）と表記される。また、1991年（平成3年）以前の大学院修士課程においては、経営学修士という名称が用いられていた。

## 概説
MBAは、米国において企業経営を科学的アプローチによって捉え、経営の近代化を進めるとの考え方のもとに、19世紀末に登場した高等教育コースである。1881年にウォートン・スクールが最初のビジネススクールとして設立され、1920年代にはハーバード・ビジネス・スクールが状況分析と経営判断の能力を訓練するケースメソッドという教育アプローチを開発し、多くのビジネススクールに採用されるようになった。アメリカ以外でもカナダのウェスタンオンタリオ大学、1958年には欧州初の2年制MBAプログラムがスペインのIESE ビジネススクールとして設立された。MBAプログラムは、研究者ではなく企業経営の実務家を養成することを狙いとしていたため、早くから実務家の利便性を考えたコース開発が行われてきた。1940年にはシカゴ・ビジネス・スクールが初の現役エグゼクティブ（企業幹部）向けのMBA（EMBA）を設置したのを皮切りに、多くのMBAスクールがEMBAコースを併設している。2年修了が標準的であるが、1年の短期コース、夜間や週末に行われるパートタイムコース、通信コースなどさまざまな形態のプログラムが存在する。それらの多くは、実務家が職務を中断することなく学べるように配慮されたものである。また独立起業に価値を見出す価値観が強まったことに伴い、MBAも起業家養成の意味合いを強め、起業家育成に特化したMBAプログラムも登場した。

## 日本の主なMBAプログラム・ビジネススクール
（北海道・東北）

北海道大学大学院経済学研究院・大学院経済学院・経済学部

グロービス経営大学院大学 仙台特設キャンパス

（関東）

青山学院大学 大学院国際マネジメント研究科 

グロービス経営大学院大学 東京校、横浜特設キャンパス、水戸特設キャンパス

慶應義塾大学大学院経営管理研究科 修士課程

早稲田大学大学院経営管理研究科 

ビジネス・ブレークスルー大学院大学

一橋大学経営管理研究科

（中部）

グロービス経営大学院大学 名古屋校

名古屋商科大学大学院・名古屋商科大学

（関西）

グロービス経営大学院大学 大阪校

神戸大学大学院経営学研究科・経営学部

（中国・四国）

岡山大学大学院 

香川大学大学院 

（九州・沖縄）

九州大学 経済学府

グロービス経営大学院大学 福岡校

## アメリカの主なMBAプログラム・ビジネススクール
コロンビア・ビジネス・スクール（Columbia Business School）

ハーバード・ビジネス・スクール（Harvard Business School、HBS）

スタンフォード大学経営大学院（Stanford Graduate School of Business）

シカゴ大学ブース・スクール・オブ・ビジネス（University of Chicago Booth School of Business, Chicago Booth）

ウォートン・スクール（Wharton School）

（アルファベット順）

## ヨーロッパの主なMBAプログラム・ビジネススクール
HEC（Hautes études commerciales Paris）：フランス・パリ

IE（Instituto de Empresa）：スペイン・マドリード

IMD（International Institute for Management Development、国際経営大学院）：スイス・ローザンヌ

INSEAD：フランス・フォンテンブロー及びシンガポールにある大学院大学

ロンドン・ビジネス・スクール（London Business School）：イギリス・ロンドン

（アルファベット順）

## 日本のMBA事情
2003年（平成15年）に、文部科学省は従来の大学院研究課程とは別に、企業経営や会計、法務などの実務家を養成する「専門職大学院」の制度を作った。欧米のMBAに倣い、修士論文作成という一定の研究成果を要求せず（あるいは修士論文提出を不要とする）、授業の履修、知識習得および実務での実践に重きを置く。「経営管理修士（専門職）」の学位として公式な学歴として認められる。その背景には、日本社会全体の人材高度化と、産業競争力の強化の必要性から、高度なビジネスの専門的実務能力を備えた人材を養成するという意図がある。
専門職大学院制度導入以降、日本のMBAプログラムは、実務家を対象とした多様な教育形態を重視する方向へと進化している。文部科学省の調査によれば、社会人学生を多く受け入れる経営系大学院では、夜間・週末に授業を提供し、仕事を続けながら履修可能な設計が主流となっている。
同調査は、MBAを含む経営専攻の社会人学生が特に「論理的思考力」「マネジメント能力」の獲得を期待して入学していることを示しており、単なる証書取得ではなく、仕事力の向上を目的とした教育ニーズが顕著である。
また、経営系大学院全体で見た受講者数は、2010年から2017年の間に約2,000人から2,300人へと増加傾向にあり、社会人のリスキリングやキャリア再設計の場としての役割が高まっていることが確認されている。
これらの背景から、日本のMBAプログラムは、従来の研究中心型大学院とは異なり、「実務との連携」「ケース・ディスカッション型授業」「人的ネットワークの構築」を重視する実践的教育へと進化していると言える。